# Saurodon
Saurodon (лат., буквально: зуб ящерицы) — род вымерших лучепёрых рыб из семейства Saurodontidae отряда ихтиодектообразных (Ichthyodectiformes), живших во времена мелового периода (86,3—66,0 млн лет назад).
Окаменелости известны из Италии, Иордании и США. Saurodon leanus был крупной хищной рыбой длиной до 2,5 м.

## Классификация
По данным сайта Paleobiology Database, на июнь 2019 года в род включают 4 вымерших вида:
- Saurodon elongatus Taverne & Bronzi, 1999[4]
- Saurodon intermedius Newton, 1878
- Saurodon leanus Hays, 1830typus
- Saurodon phlebotomus Cope, 1871